# 큰곰자리 47 c
큰곰자리 47 c는 큰곰자리 방향으로 지구로부터 약 46광년 떨어진 곳에 있는 외계 행성이다. 이 행성의 어머니 항성 큰곰자리 47은 분광형 G로 태양과 비슷하나 약간 더 뜨겁고 밝은 평범한 별이다. 현재 큰곰자리 47 c는 행성계 최외곽을 돌고 있는 행성이다. 공전주기는 약 6년이며 최소 질량은 목성의 0.46배이다.

## 발견

큰곰자리 47 행성계의 궤도(검은색)와 우리 태양계의 궤도(파란색)를 겹쳐 놓은 것.

발견된 대부분의 외계 행성들과 마찬가지로 큰곰자리 47 c도 행성의 중력이 항성을 묘하게 흔드는 도플러 분광법을 이용하여 발견했다. 이는 항성의 스펙트럼에 도플러 효과가 나타나는 것을 통해 알 수 있다.
2001년 이 행성의 발견 당시 큰곰자리 47는 오직 한 개의 외계 행성(큰곰자리 47 b)만을 거느리고 있는 것으로 알려져 있었다. 계속된 연구를 통해 기존 행성만으로는 설명할 수 없는 또 다른 주기성이 시선 속도상에 나타나고 있음이 밝혀졌다. 이 주기성은 제2의 행성이 존재할 경우 설명이 가능했는데, 여기서 큰곰자리 47 c의 존재가 입증되었다. c는 항성을 7년 주기로 돌고 있었다. 큰곰자리 47의 광구 관측으로 주기성은 항성 활동으로 나온 결과가 아님이 검증되었으며 이는 c의 존재를 더욱 확실하게 굳혀 주는 역할을 했다. c의 존재는 2002년 공식적으로 학계에서 인정받았다.
이후 큰곰자리 47을 더 자세히 관찰했지만 제3의 행성은 발견할 수 없었다. c 역시 존재는 검증되었으나 매개 변수는 ‘거의 밝혀지지 않은’ 상태로 남아 있다. 6,900일에 걸친, 보다 최근의 연구에 따르면 종전의 c의 공전 주기(2,500일)는 치명적 오류가 있으며, 수정된 공전 궤도 반지름과 공전 주기는 각각 7.73 천문단위, 7,586일(약 21년)이라는 결과가 나왔다. 아직까지 c의 매개변수는 확실하게 정립되지 않았다. ‘가까운 외계 행성 목록’(The Catalog of Nearby Exoplanets)에는 c의 공전 주기가 2,190일로 나와 있다. 그런데 이 자료의 출처는 2002년 피셔 연구진의 것이지만 피셔의 관측 수치는 2,190일로 나와 있지 않다. 이 공전 주기값은 외계 행성 백과사전(Extrasolar Planets Encyclopaedia)에도 똑같이 수록되어 있다.

## 물리적 특징
큰곰자리 47 c는 간접적 방법을 통해 발견되었기 때문에 정확한 크기, 조성물, 표면 온도 등은 알 수 없다. 다만 큰 질량으로 미루어 보아 지구와 같은 암석 행성이 아니라 기체로 이루어진 목성형 행성일 것이다.